# 萊夫卡斯島
莱夫卡斯岛（羅馬化：Lefkáda）是希腊的一个岛屿，位于希腊西海岸伊奥尼亚海。岛屿面积为325平方公里。该岛有堤路和浮橋与大陆相连。行政上该岛隶属于伊奧尼亞群島大區莱夫卡斯专区的莱夫卡斯市镇。岛上的首要城镇及同名市镇的行政中心为莱夫卡斯镇。该镇位于岛屿北部，距离岛上的机场约有25分钟的车程。

## 市镇
现今的莱夫卡斯市镇成立于2011年的地方政府改革中，由原7个市镇合并而成，原市镇则成为新市镇的市区。莱夫卡斯市镇的范围包括莱夫卡斯岛及卡斯托斯岛和卡拉莫斯島两个小岛。